# Fabrisabella similis
Fabrisabella similis är en ringmaskart som beskrevs av Fauchald 1972. Fabrisabella similis ingår i släktet Fabrisabella och familjen Sabellidae. Inga underarter finns listade i Catalogue of Life.